# السياج الجيد

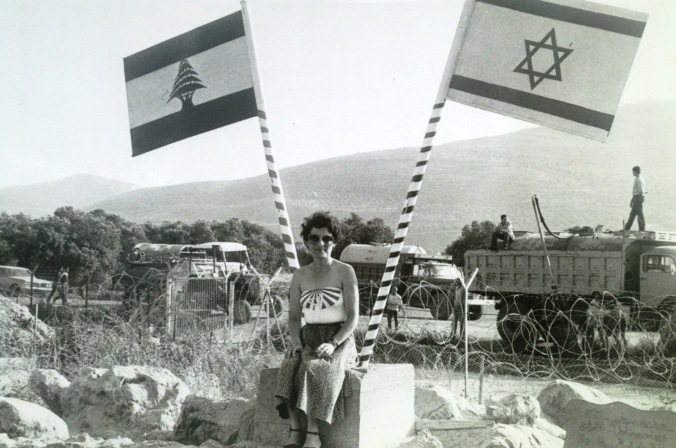
العلمان الإسرائيلي واللبناني على الحدود بين البلدين خلال حرب لبنان الأولى عام 1982

السياج الجيد عبرية: הגדר הטובה كان مصطلح يشير إلى حدود إسرائيل الجبلية البالغ طولها 80 ميلاً مع لبنان خلال الفترة التي تلت الحرب الأهلية اللبنانية وصراع جنوب لبنان 1978. في ذلك الوقت، كان جنوب لبنان تحت سيطرة المسيحيين الموارنة و‌جيش لبنان الجنوبي.
منذ إنشاء دولة إسرائيل عام 1948 حتى عام 1970، كانت الحدود الإسرائيلية مع لبنان هادئة لدرجة أن المزارعين من بلدة المطلة الإسرائيلية زرعوا أراضيهم في وادي العيون داخل لبنان. في عام 1970، بعد طردهم من الأردن خلال أيلول الأسود، بدأت منظمة التحرير الفلسطينية السيطرة على جنوب لبنان وكسر الهدوء الذي كان سائداً في المنطقة.
وتتزامن بداية السياج الجيد مع بداية الحرب الأهلية في لبنان في عام 1976 ودعم إسرائيل للموارنة في جنوب لبنان في معركتهم مع منظمة التحرير الفلسطينية. من عام 1977، سمحت إسرائيل للموارنة في إيجاد فرص عمل في إسرائيل، وقدمت المساعدة في تصدير السلع عن طريق مدينة حيفا الساحلية الإسرائيلية. المعبر الحدودي الرئيسي الذي تعبر من خلاله السلع والعمال كان معبر بوابة فاطمة قرب المطلة.
تذكر إسرائيل أنه قبل عام 2000، حوالي ثلث المرضى في قسم طب العيون في مستشفى الجليل الغربي كانوا مواطنين لبنانيين عبروا الحدود من خلال السياج الجيد وتلقوا العلاج المجاني.
السياج الجيد لم يعد له وجود مع انسحاب إسرائيل من جنوب لبنان في عام 2000.